# Vojtěch Onda
Vojtěch Onda (19. září 1947 – 27. března 2016) byl český fotbalista, záložník.

## Fotbalová kariéra
V československé lize hrál za TJ Gottwaldov. Nastoupil ve 41 ligových utkáních. Gól v lize nedal. Vítěz Českého a Československého poháru 1970. V Poháru vítězů pohárů nastoupil ve 2 utkáních.

## Ligová bilance
| Ročník                                   | Zápasy | Góly | Klub          |
| ---------------------------------------- | ------ | ---- | ------------- |
| 1. československá fotbalová liga 1969/70 | 26     | 0    | TJ Gottwaldov |
| 1. československá fotbalová liga 1970/71 | 15     | 0    | TJ Gottwaldov |
| CELKEM                                   | 41     | 0    |               |